# Penitenciária Estadual de San Quentin

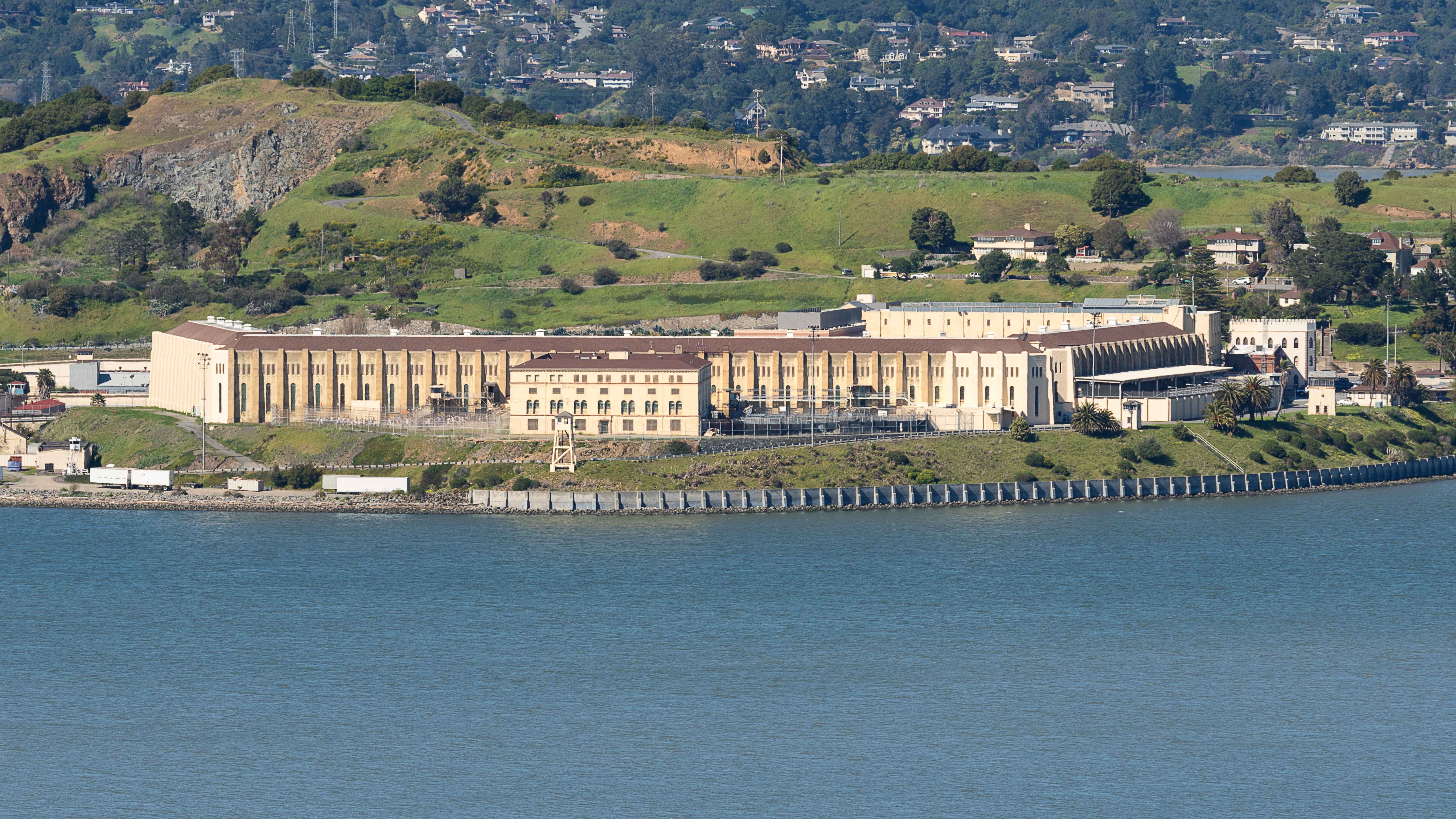
Penitenciária Estadual de San Quentin – California

A Penitenciária Estadual de San Quentin é o estabelecimento prisional do estado da Califórnia, localizado próximo à cidade de San Rafael. Inaugurada em julho de 1852, é a mais antiga prisão do estado. Nela está instalado o maior corredor da morte para sentenciados do sexo masculino dos Estados Unidos. A câmara de gás ali antes existente, foi, desde 1996, adaptada para execuções com injeção letal.
Diferentemente de algumas cidades e localidades da Califórnia que receberam nomes de santos da Igreja Católica Romana, a prisão ostenta o nome de um guerreiro Miwok (Quentín), aprisionado no local, após lutar com o chefe indígena Marin.
Ela foi construída entre os anos de 1851 e 1852, por prisioneiros encarcerados a bordo do navio-prisão Waban. Até 1933, quando foi construída uma penitenciária de mulheres no estado, San Quentin alojava presos dos sexos masculino e feminino.
Caryl Chessman, conhecido como o "Bandido da Luz Vermelha" (The Red Light Bandit), sentenciado a morte por diversos estupros em 1948 e executado em 2 de maio de 1960, foi o último homem morto na Califórnia por crime sexual que não resultou na morte da vítima.
Em dezembro de 2008, embora a capacidade do estabelecimento fosse de 3.082 detidos, abrigava uma população carcerária de 5.256 pessoas, com uma ocupação média de 170.5 por cento.

## Presos notáveis hoje
- David Carpenter [5]
- Steven David Catlin [6]
- Charles Ng
- Scott Peterson
- Randy Steven Kraft [7]